# Neofacydes striolatus
Neofacydes striolatus là một loài tò vò trong họ Ichneumonidae.